# Tadeusz Wichert
Tadeusz Wichert (zm. 25 lutego 1955) – polski inżynier i nauczyciel. Rektor Wieczorowej Szkoły Inżynierskiej w Radomiu (1951–1955).

## Życiorys
Jeden z organizatorów i prorektor Szkoły Inżynierskiej Naczelnej Organizacji Technicznej w Radomiu (obecnie Uniwersytet Technologiczno-Humanistyczny im. Kazimierza Pułaskiego w Radomiu), pierwszej w mieście szkoły wyższej; był także pierwszym dziekanem Wydziału Mechanicznego tej uczelni. Po upaństwowieniu szkoły i przekształceniu jej w Wieczorową Szkołę Inżynierską pozostał na stanowisku prorektora, a od 1 października 1951 do 1955 pełnił funkcję rektora. Przed rozpoczęciem pracy na uczelni był nauczycielem i kierownikiem warsztatów w Państwowej Średniej Szkole Technicznej w Radomiu (obecnie Zespół Szkół Budowlanych im. Kazimierza Wielkiego w Radomiu).